# André Tchelistcheff
 (février 2020).
Si vous disposez d'ouvrages ou d'articles de référence ou si vous connaissez des sites web de qualité traitant du thème abordé ici, merci de compléter l'article en donnant les références utiles à sa vérifiabilité et en les liant à la section « Notes et références ».
André Tchelistcheff (Moscou, 7 décembre 1901 - Napa (Californie), 5 avril 1994) est un viticulteur américain.

## Biographie
Il a contribué à la définition du style des vins de Californie, en particulier du cabernet sauvignon.
Il a collaboré avec plusieurs viticulteurs tels que John Staten, Robert Mondavi, Louis Martini, Rob Davis et Rick Sayre.